# Franz Strohmer (Widerstandskämpfer)
Franz Strohmer (6. August 1912 in Riegers – 19. November 1943 in Wien) war ein österreichischer Elektromonteur und Widerstandskämpfer gegen Ständestaat und Nationalsozialismus. Er wurde vom NS-Regime zum Tode verurteilt und enthauptet.

## Leben und Werk
Franz Strohmer hatte zumindest einen jüngeren Bruder, Johann, geboren am 30. April 1917 in Riegers, genannt Hans. Er wurde Elektromonteur und heiratete am 11. Februar 1939 Ida, geborene Beck (geboren am 5. Mai 1922 in Hegyeshalom). Das Paar hatte eine Tochter namens Renate, geboren im Juni 1941. Er schloss sich zuerst den Sozialdemokraten an, später den Kommunisten. Er gewährte dem KPÖ-Funktionär Julius Kornweitz Unterkunft und besorgte ihm gefälschte Dokumente. Des Weiteren verbreitete er kommunistische Flugschriften. Seine Sterbeurkunde gibt als letzten Wohnsitz Neustift am Wald No. 105 an. Im Mai 1942 wurde er verhaftet, am 7. Juli 1943 angeklagt, am 30. September 1943 vom Volksgerichtshof wegen „Vorbereitung zum Hochverrat“ zum Tode verurteilt und am 19. November 1943 im Landesgericht Wien hingerichtet.
Sein jüngerer Bruder wurde am 16. März 1945 festgenommen und am 4. April 1945 auf einem Evakuierungsmarsch vom Arbeitserziehungslager Oberlanzendorf zum KZ Mauthausen in Katzeldorf bei Tulln von der SS erschossen. Seine Frau Ida wurde am 16. März 1945 festgenommen, überlebte den Evakuierungsmarsch, wurde jedoch am 17. April 1945 im KZ Mauthausen ermordet.

## Quelle
- Dokumentationsarchiv des österreichischen Widerstandes: Strohmer Franz, abgerufen am 11. März 2018